# Преображенка (Великомихайловский район)
Преображенка (укр. Преображенка) — село, относится к Великомихайловскому району Одесской области Украины.
Население по переписи 2001 года составляло 7 человек. Почтовый индекс — 67121. Телефонный код — 8-04859. Занимает площадь 0,157 км². Код КОАТУУ — 5121683007.

## Местный совет
67121, Одесская обл., Великомихайловский р-н, с. Новоборисовка, ул. Ленина, 21